# Fluoruro di cesio
Il fluoruro di cesio è il composto chimico di formula CsF. È un composto ionico; all'aspetto è un solido bianco igroscopico. È più solubile del fluoruro di sodio e del fluoruro di potassio. Come tutti i fluoruri solubili è un composto leggermente basico. Sono da evitare i contatti con sostanze acide, perché si forma acido fluoridrico, un composto molto tossico e corrosivo. CsF trova applicazioni nella sintesi di composti organici.

## Struttura
Il fluoruro di cesio è un composto ionico, e nel cristallo ha una struttura tipo NaCl inversa, dato che i cationi Cs+ sono più grandi degli anioni F-. Negli alogenuri di litio, sodio, potassio e rubidio invece il catione è più piccolo dell'anione. Gli ioni Cs+ hanno un arrangiamento cubico a faccia centrata e gli ioni F- occupano gli interstizi ottaedrici.

## Sintesi
Il fluoruro di cesio viene preparato neutralizzando l'idrossido di cesio con acido fluoridrico; successivamente l'acqua viene rimossa per riscaldamento.
CsOH + HF → CsF + H2O

## Reattività
In generale CsF reagisce come fonte di ioni fluoruro, F-. Le sue reazioni sono quindi analoghe alle usuali reazioni dei fluoruri solubili come il fluoruro di potassio. Ad esempio:
2 CsF (aq) + CaCl2 (aq) → 2 CsCl (aq) + CaF2 (s)
Oltre che in acqua, CsF può dissociarsi anche in solventi anidri, rilasciando ioni fluoruro, che possono reagire con cloruri arilici elettron-deficienti per formare fluoruri arilici (Reazione di Finkelstein). Dato che il legame Si-F è molto forte, lo ione fluoruro è utile in chimica organica per reazioni di desililazione (rimozione di gruppi contenenti silicio); il CsF è molto adatto a questo scopo (vedi oltre). Come tutti i fluoruri solubili, CsF è moderatamente basico, dato che HF è un acido debole. Lo ione fluoruro è poco nucleofilo ed è quindi una base utile in chimica organica.
CsF è disponibile in forma anidra; se ha assorbito acqua è facile seccarlo per riscaldamento a 100 °C per due ore sotto vuoto. Quando serve una fonte di ioni fluoruro anidri "nudi", CsF è quindi una utile alternativa al tetra-n-butilammonio fluoruro (TBAF), che è più igroscopico.
CsF è spesso considerato il composto più ionico possibile, dato che il fluoro è l'elemento più elettronegativo, e il cesio è l'elemento meno elettronegativo (escludendo il francio, elemento molto raro, instabile e radioattivo).

## Usi
Il fluoruro di cesio è una base utile in reazioni di chimica organica, dato che lo ione fluoruro agisce difficilmente da nucleofilo. È noto che nella reazione di condensazione di Knoevenagel CsF dà rese migliori rispetto a KF o NaF. CsF è anche utile come base in reazioni di condensazione di Suzuki.
Un'altra applicazione importante del CsF in laboratorio è la rimozione di gruppi contenenti silicio (desililazione). In soluzione di DMF o THF il fluoruro di cesio può attaccare vari composti organo silicici formando il fluoruro corrispondente e un carbanione, che può successivamente reagire con elettrofili. Ad esempio:
Reazioni di desililazione sono utili anche per rimuovere gruppi protettivi silici.
CsF è usato comunemente come fonte di fluoruri per sintetizzare composti organici fluorurati. Ad esempio, CsF reagisce con esafluoroacetone formando il sale perfluoroalcossido di cesio che è stabile fino a 60 °C, a differenza dei corrispondenti sali di sodio e potassio.

Reazione fra esafluoroacetone e cesio fluoruro a formare il perfluoroalcossido

Cristalli singoli di CsF sono trasparenti nel lontano infrarosso. Per questo motivo CsF è spesso usato per costruire finestre di celle per spettroscopia infrarossa.

## Indicazioni di sicurezza
Come altri fluoruri solubili, il CsF è moderatamente tossico. Contatti con acidi vanno evitati perché si forma acido fluoridrico, fortemente tossico e corrosivo. Il catione Cs+ in sé non è considerato tossico, al pari del cloruro di cesio.